# Leaving Afghanistan
Pour plus de détails, voir Fiche technique et Distribution.
Leaving Afghanistan (Братство, Bratstvo) est un film russe réalisé par Pavel Lounguine, sorti en 2019.

## Synopsis
En 1989, le gouvernement soviétique décide du retrait des troupes basées en Afghanistan, après pratiquement une décennie de conflit. Pour rentrer en URSS, la 108e division d’infanterie motorisée, dirigée par le général Vassiliev, doit passer par le col de Salang, qui est tenu par les moudjahidines de « l’Ingénieur » Hochem. Une caravane vient de Khost, en direction de l'Iran. Les soldats soviétiques ont fouillé la caravane et, depuis, les caravaniers disent qu’on leur a volé de l’argent. Nikolaï Dmitrievitch (dit Dmitritch), colonel du KGB responsable de la zone, propose aux caravaniers d’aller voir la police pour régler le problème, mais ceux-ci refusent et préfèrent repartir. Dmitritch en conclut qu’ils doivent transporter de l’héroïne. Plus loin, la camionnette du colonel Dmitritch découvre qu’un convoi de transport de marchandises a été attaqué sur la route de Salang.
Un avion de chasse soviétique est abattu en plein vol mais son occupant a le temps de s’éjecter. Un enfant afghan, Batcha, profite de ce que le pilote est sonné pour lui prendre son fusil et le menacer. Puis arrive un petit groupe de moudjahidines, qui kidnappent le pilote, qui s’avère être le fils du général Vassiliev. Celui-ci charge Dmitritch de le retrouver. Le Grec, un ancien champion de lutte gréco-romaine qui vient juste d’arriver en Afghanistan, est engagé dans une unité de reconnaissance. Avec d’autres soldats de son unité, il investit par la force un village où pourrait se cacher Hashim, soupçonné d’avoir kidnappé le pilote. Pendant ce temps, les moudjahidin emmènent leur prisonnier dans les montagnes.
Le colonel Dmitritch mène des négociations pour que Hochem, qui contrôle le col de Salang, laisse passer les troupes soviétiques. Dans le cadre de ces négociations est organisée une attaque sur un faux convoi soviétique peuplé de mannequins en plastique, dans le but de renforcer la crédibilité du négociateur, Zmarai. Sardar, un des commandants moudjahidines, comprend la supercherie et tue le négociateur. Les négociations sont rendues encore plus difficiles par les conflits entre nationalités : Hochem est un Tadjik, les Pachtounes ne leur font pas confiance, et inversement. L’adjudant Abdoussalamov arnaque des membres d’une tribu afghane en leur faisant croire qu’il va leur vendre un lance-grenade, puis disparaît avec l’argent. Il est finalement enlevé lui aussi, en pleine rue, et se retrouve séquestré avec le fils du général Vasiliev. Dmitritch reçoit une lettre d’Hochem : il accepte les conditions soviétiques et se dit prêt à relâcher ses otages et à laisser passer la division par le col. Mais Dmitritch apprend alors l’exécution de Zmarai. Le général Vasiliev décide malgré tout de poursuivre l’opération.
Alors que les hommes de Hochem amènent leurs deux prisonniers se laver, le fils du général saute dans la rivière pour s’évader. Il est emporté par le courant. Il est finalement abattu par Batcha, un garçon avec lequel il essayait de sympathiser. Hochem libère Abdoussalamov et se dit prêt à accompagner les troupes soviétiques lorsqu’elles passeront le col de Salang. Hochem demande cependant deux otages soviétiques, pour s’assurer que l’aviation ne bombardera pas son campement. Volodia et le Grec se portent volontaires, contre l’avis du colonel. Au camp de Hochem, le Grec rencontre Vitia, un Russe, ancien prisonnier qui s’est converti et a rejoint les troupes des moudjahidines.
Volodia et le Grec apprennent à la télévision que leurs troupes ont réussi à passer le col de Salang. Mais après le passage, des hélicoptères soviétiques attaquent le campement de Hochem, au risque de tuer les deux otages. Ils essayent de s’évader, mais des coups de feu éclatent. Volodia est blessé, et le Grec tue le jeune Batcha. La scène finale se déroule à Kouchka, en République d’Ouzbékistan, lors d’une cérémonie pour le retour des soldats. Le général Vassiliev prétend qu’il a reçu l’ordre de bombarder Hochem, mais le colonel Dmitrievitch ne le croit pas. Le Grec veut rejoindre la réserve.
Majed, Afghan qui a aidé les troupes soviétiques, va se cacher dans les montagnes pour échapper aux moudjahidines.

## Fiche technique
- Titre original : Братство, Bratstvo
- Titre français : Leaving Afghanistan
- Réalisation : Pavel Lounguine
- Scénario : Alexandre Lounguine et Pavel Lounguine
- Photographie : Igor Griniakine
- Pays d'origine : Russie
- Format : Couleurs - 35 mm
- Genre : action, drame, guerre
- Durée : 113 minutes
- Date de sortie :
  -  Russie : 10 mai 2019

## Distribution
- Vitali Kichtchenko : Vassiliev, lieutenant général de l'armée soviétique, commandant de la division
- Anton Momot : Le Grec
- Roman Kolotoukhine : Malets
- Mikhail Kremer : Guirya
- Alexander Kuznetsov : Larek
- Kirill Pirogov : Dmitrich
- Yann Tsapnik : Abdasalamov

## Tournage
Selon Pavel Lounguine, l'idée de ce film est apparue après une rencontre avec Nikolaï Kovalev, député de la Douma d'État (chambre basse du parlement) et ancien directeur du FSB, qui a servi en Afghanistan où il dirigeait des négociations avec les adversaires, et le film lui-même est basé sur les souvenirs de Kovalev. Le scénario a été écrit par le fils du réalisateur, Alexandre Lounguine, et ainsi, comme le déclare Pavel Lounguine, « nous travaillions ensemble, nous allions aux archives, nous déterrions cette histoire. Mais, dans les faits, c'était son idée ».
D'après le service de presse du film, le sujet est basé sur les souvenirs des anciens officiers des Services de renseignements extérieurs, ; le film repose sur les événements liés aux opérations de retrait de la 108ème division motorisée de la plaine de Tcharikar par le col de Salang.
En mai 2016 Lounguine parle ainsi de son film lors de la présentation au Fonds du cinéma : « la thématique principale du film, c'est l'héroïsme populaire, comme dans le film « Ils ont combattu pour la patrie ».  Les spectateurs verront comment l'héroïsme, l'amitié sortiront de la vie quotidienne de la guerre, et de grandes questions morales vont se poser ».
Lounguine note également que ce film ne sera pas semblable à son travail précédent : « je suis toujours passé d'un genre à l'autre, et cette fois j'ai décidé de tourner un drame de guerre parsemé d'éléments de comédie. Il en a toujours été ainsi en temps de guerre : dans les moments difficiles, les gens ont essayé d'améliorer leur vie par le rire ».
Dès le début, il était prévu que le fils du réalisateur, Alexandre Lounguine, assurerait la réalisation, et tout le film devait être tourné au Tadjikistan.
À cause de la situation instable en Afghanistan au moment du tournage, le tournage en décor naturel dut avoir lieu au Daghestan, au Tadjikistan et au Kirghizistan. Au Daghestan, le tournage eut lieu à Derbent, à Bouïnaksk, et aussi dans la région de Gounib et dans le village de Doubki, dans la région de Kazbekosvki. Dans la région de Gounib, le tournage eut lieu, en partie, à Koroda, un ancien village de montagne, qui rappelle le village afghan de Kishlak. De véritables combattants et du véritable matériel militaire ont été employés pour les scènes de combats. Le tournage a été achevé en octobre 2017.

## Réception et critique
Fin mars 2019, moins de 2 mois avant la première, à la demande d’organisations de vétérans, a été examinée  une demande d’annulation de la première projection du film prévue le 9 mai pour la célébration de la victoire de 1945. Igor Morozov, membre du Conseil de la Fédération, colonel de réserve du FSB, après avoir assisté à une projection préliminaire, déclare que : « ce n’est pas le film que nous attendions », soulignant qu’à côté de la célébration des exploits des troupes russes, le film Leaving Afghanistan défigure la représentation historique du conflit afghan et montre les militaires de l’armée soviétique de manière mensongère : ils volent, maraudent, commettent des crimes de guerre, et se battent entre eux devant les habitants. Igor Morozov estime que « ce film ne pourra pas enseigner à la jeunesse le sentiment de patriotisme » et que « pour cette célébration de la victoire de 1945 (le 9 mai), nous attendons un autre genre de films ».
Morozov attira aussi l'attention sur le fait que le traitement du film « ne correspond pas au titre ». De nos jours les organisations de vétérans mènent un travail avec le mouvement Iounarmia et s'occupe du renouveau de l'organisation DOSAAF. « Le conflit afghan nous a donnés 86 Héros de l'URSS et six Héros de la Russie ». G. M. Shorokhov, vétéran du conflit en Afghanistan, président adjoint de l'organisation panrusse de vétérans « fraternité de combat », président du comité exécutif  et secrétaire exécutif de l'union internationale des associations « Fraternité de combat », estime que le réalisateur a réuni « toute la boue et la saleté qui existait alors. »
A son tour, A. G. Mikhaïlov, dirigeant de l'organisation centrale exécutive « Officiers de Russie », général de division de réserve du FSB et lieutenant-général de police de réserve, organisateur d'une projection préliminaire, souligne : « dans la salle se trouvaient environ 200 personnes. J'ai, par la suite, discuté avec beaucoup d'entre eux, et une certaine partie des spectateurs a abordé ce film de façon assez apaisée. Dans le passé, ils avaient été des hommes de haut rang, n'occupant pas les dernières places dans la hiérarchie militaire. C'est clairement un film d'art et d'essai, il ne peut pas satisfaire tout le monde, tous cherchent en lui une quelconque vérité historique. En tant qu'homme qui a beaucoup servi, qui a écrit des livres de fictions et réalisé des films de fictions, je peux dire que n'importe quel film est, à 80%, le fruit d'une création fictive ; que cela plaise ou non, c'est une autre question. »
Lounguine lui-même fit cette réponse : « L’obscurantisme pour moi c’est d’abord le fait de vouloir immédiatement interdire, immédiatement briser, qui veut que personne ne le voie. Voilà le comportement des obscurantistes et le comportement de ceux qui ont peur de la vérité, qui ont peur de l'opinion des autres et de l'objectivité »,,,,.
L'homme politique et publiciste Egor Kholmogorov juge le film de manière brusque et négative dans un compte-rendu pour le programme « au cinéma avec Kholmogorov » sur la chaîne internet « Tsargrad TV ». Selon lui, Lounguine « trompe ouvertement le public en ce qui concerne le traitement de son long métrage », parce que « l'héroïsme est absent du film », mais « il y a de l'égoïsme, du pillage et de la lâcheté, et cela occupe 95% du temps d'écran. » En outre, il exprime l'opinion selon laquelle « l'accent n'est pas mis sur l'injustice politique de cette guerre (qui pourrait offrir matière à discussion) mais sur la diffamation de nos soldats présentés comme des monstres de foire », et aussi « un ramassis de dégénérés, de voleurs, d'escrocs, de tueurs et de salauds qui s'opposent à des Moudjahiddines afghans intelligents et honnêtes ». A ce sujet, Kholmogorov souligne particulièrement que « la colère des vétérans, Héros de la Russie et de l'Union Soviétique, généraux deux-étoiles, officiers aux multiples décorations et aux nombreuses blessures de guerre, n'avait pas de bornes », mais aussi que « l'effervescence des passions était telle, qu'à un moment donné il semblait que si Lounguine sortait des débats en vie, il ne serait pas pour autant intact ni indemne parce qu'il avait réussi à insulter personnellement quasiment tous ceux qui étaient présents dans la salle ».
« Le fait que ce film ait été tourné avec le soutien du Ministère de la culture, du Fonds russe pour le cinéma et du Ministère de la défense et que 150 millions d'argent public y aient été investis, n'a pas été compris par les personnes présentes. Et le désir de le faire circuler dans le pays pour les célébrations de la victoire de 1945, avec le soutien de l'Etat, en sa qualité de film héroïque et patriotique, a été perçu comme un outrage ».
Boris Gromov, ancien commandant de la 40ème Armée, a envoyé au Ministre russe de la Culture une lettre dans laquelle il demande que le film soit privé de son visa d'exploitation : « c'est une des manifestations de la russophobie noire classique dans l'oeuvre de Pavel Lounguine et de son fils Alexandre. » « Lounguine fait de la propagande et développe « une image brillante et honnête des terroristes Taliban et d'EI. » que nous avons combattus en Afghanistan ; « pour en revenir à l'image, je souligne qu'elle est très sale, qu'il se dégage une puanteur du scénario et de la réalisation ; ce film est faible ».
Lors de l'ouverture du festival international du film de Moscou il est devenu évident que le film ne serait pas diffusé dans le cadre du festival, comme cela avait été prévu auparavant. Cela a été annoncé par Nikita Mikhalkov, président du Festival, qui a expliqué cette décision par le fait que le film offensait les vétérans des opérations militaires en Afghanistan. Il a aussi déclaré que Leaving Afghanistan est « un film moyen et cliché ». Lounguine lui-même a exprimé sa surprise sur « la fureur suscitée par le film et pourquoi ils voulaient tant l'interdire » ; il a aussi exprimé l'opinion que le président du festival avait annulé la diffusion du film « par peur des problèmes ».
Dans la revue Forbes, Youri Gladilchikov a exprimé sa surprise face au brusque rejet du film par les députés et les vétérans : « Tout le scandale autour du film est monté en épingle par des idiots. Il n’y a rien dans le film qu’on puisse lui reprocher ». Selon le critique, « Il n'y a rien dans Leaving Afghanistan que l'on ne sache déjà sur le conflit afghan », cependant le message principal du film est tout autre : Leaving Afghanistan est un film sur le processus de pacification », un film qui « s'empare des affaires, des réalités, de la justesse psychologique, des émotions, des brusques changements de sujets ». Gladilchikov qualifie aussi Leaving Afghanistan de premier « film réaliste » sur le conflit afghan, tourné en Russie trente ans après qu'il soit fini.
« Pourquoi sommes-nous le seul pays en Europe où des gens incompétents s'immiscent dans l'art ? Mais oui, nous savons depuis longtemps que les deux problèmes majeurs de la Russie, ce sont les routes et les idiots (…) Mais visiblement les routes ne suffisent pas à occuper les imbéciles. Ils font preuve d'une grande ruse pour voler : dans le seul passage sur lequel donne ma maison et qui mène à un célèbre hôpital de Moscou, , l'asphalte et les tuyaux ont été posés au moins trente-trois fois au cours des dix dernières années : trois ou quatre fois par an ».
Sur le portail Meduza, Anton Dolin, dans une de ses « critiques ultra-courte (140 symboles!) » caractérise le film comme « un drame militaire dur (en réalité, antimilitariste) (…). Avec d'excellents acteurs ».

## Distinction
- Festival du cinéma russe à Honfleur 2019 : sélection en section Panorama : regards sur le passé.